# Режимы химиотерапии
Режимы химиотерапии — режимы, схемы или протоколы химиотерапевтического лечения, как правило, сочетающие несколько противоопухолевых и/или иммуносупрессивных цитостатических химиотерапевтических препаратов. Основной сферой применения различных режимов химиотерапии является лечение злокачественных опухолей. Однако некоторые схемы и режимы химиотерапии используются также и за пределами онкологии и гематологии — для лечения некоторых видов аутоиммунных заболеваний.
Все существующие химиотерапевтические препараты являются природными, полусинтетическими или синтетическими веществами, обладающими селективным (избирательным) ингибирующим (угнетающим) эффектом в отношении тех или иных биологических патогенных агентов (микроорганизмов, паразитов) человека и животных и/или в отношении атипичных, злокачественных клеток. Большинство химиотерапевтических препаратов могут быть разделены на противогрибковые, антимикробные, противотуберкулёзные, противолепрозные, антипротозойные, противовирусные, противоглистные, противоопухолевые и другие химиопрепараты. Соответственно, можно говорить о режимах и схемах противотуберкулёзной, антихеликобактерной и другой химиотерапии. Однако в данной статье идёт речь лишь о режимах противоопухолевой цитостатической химиотерапии.

## Теоретические основы комбинирования химиопрепаратов
Фундаментальная идея современной онкологии, лежащая в основе применения комбинированных режимов противоопухолевой химиотерапии, заключается в том, что разные противоопухолевые химиопрепараты реализуют своё противоопухолевое действие через различные клеточные механизмы. Поэтому предполагается, что результат их комбинированного применения может быть в некоторой степени синергичен (то есть совместное применение повышает эффективность терапии и снижает вероятность развития резистентности, устойчивости опухоли). Кроме того, различные противоопухолевые химиопрепараты имеют разные и не всегда перекрывающиеся спектры побочных эффектов и осложнений, ограничивающих их максимальные дозы (так называемая «дозолимитирующая токсичность»). Поэтому при рациональном сочетании химиопрепаратов с разными, неперекрывающимися побочными эффектами, возможно их совместное использование в составе одной комбинации в полных или почти полных дозах. В некоторых других случаях, когда те или иные аспекты токсичности у разных химиопрепаратов совпадают или пересекаются (чаще всего это относится к гематологической токсичности — лейкопении, тромбоцитопении, анемии), дозы при их совместном применении в составе комбинации вынужденно приходится снижать по сравнению с дозами при их применении в монотерапии. Тем не менее, эффективность такого комбинированного лечения, даже с учётом вынужденного снижения доз химиопрепаратов при их комбинировании, во многих случаях выше эффективности монотерапии высокими дозами какого-либо одного препарата (и выше эффективности серии последовательных монотерапий). Это служит теоретической основой для применения различных режимов комбинированной химиотерапии. Однако при этом «больше химиопрепаратов в составе комбинации» или «более высокие дозы химиопрепаратов» — не всегда значит «лучше» с точки зрения эффективности терапии (увеличения частоты полных ремиссий, общей и безрецидивной выживаемости) и не всегда приемлемо с точки зрения токсичности и переносимости. Поэтому для того, чтобы выявить преимущества той или иной схемы химиотерапии перед другими подобными схемами и установить оптимальные сочетания химиопрепаратов, их оптимальные дозировки, режимы и способы введения и последовательность их введения, проводят рандомизированные контролируемые клинические исследования со специальным дизайном.

## Исторические сведения
Исторически первым успешным режимом комбинированной химиотерапии был MOPP, разработанный в 1963 году для лечения лимфогранулематоза и неходжкинских лимфом. Затем появился его менее токсичный аналог — COPP.

## Классификация режимов химиотерапии
- Индукционная химиотерапия (индукционный режим, режим индукции) — протоколы химиотерапии, предназначенные для так называемой «индукции ремиссии» (вызывания ремиссии опухолевого заболевания).
- Консолидационная/консолидирующая химиотерапия (консолидационный/консолидирующий режим, режим консолидации) — применяется по отношению к режимам и протоколам химиотерапии, предназначенным для так называемой «консолидации ремиссии» (закрепления ремиссии), уничтожения оставшихся невидимыми микрометастазов и отдельных выживших опухолевых клеток и снижения вероятности рецидива злокачественной опухоли.
- Предфаза (предлечение, преиндукция) — «циторедуктивные» режимы и протоколы химиотерапии сравнительно низкой дозовой интенсивности, применяемые в некоторых случаях перед основной индукционной терапией для быстрого уменьшения опухолевой массы у больных со значительной опухолевой массой, улучшения клинического состояния больного и улучшения переносимости основного курса химиотерапии, снижения вероятности развития синдрома лизиса опухоли и связанных с ним проблем, таких, как опасное повышение уровня калия, кальция и мочевой кислоты в крови.
- Поддерживающая химиотерапия — режимы и протоколы химиотерапии, предназначенные для длительной поддерживающей терапии и профилактики рецидивов злокачественного новообразования после завершения основного курса химиотерапии (индукционного плюс консолидационного).[2]
- Радикальная химиотерапия — режимы, схемы и протоколы химиотерапии, целью которых является радикальное излечение от опухолевого заболевания, полная эрадикация опухоли.
- Паллиативная химиотерапия — режимы, протоколы и схемы, применяемые с паллиативной целью, то есть не ставящим своей целью радикальное излечение, но лишь продление жизни и/или улучшение её качества, торможение роста и метастазирования опухоли, сдерживание прогрессирования заболевания.
- Симптоматическая химиотерапия — химиотерапия, которая не способна продлить жизнь или сколько-нибудь существенно затормозить рост и метастазирование опухоли, но способна уменьшить выраженность симптомов, таких, как боль и воспаление и улучшить качество жизни.

Часто одни и те же схемы химиотерапии могут быть использованы как с радикальной, так и с паллиативной или симптоматической целью, в зависимости от стадии заболевания.
При солидных опухолях (не при лимфомах и лейкозах), при которых возможно хирургическое вмешательство, химиотерапию подразделяют также на адъювантную (проводимую после операции с целью профилактики рецидива опухоли и уничтожения невидимых микрометастазов), и неоадъювантную (проводимую до операции, с целью уменьшения размеров опухоли и метастазов, ликвидации воспаления и отёка в зоне, окружающей опухоль, торможения ангиогенеза и уменьшения кровоснабжения и кровоточивости опухоли и тем самым создания более благоприятных условий для хирургического вмешательства).

## Принципы образования названий режимов химиотерапии
Режимы химиотерапии часто называют сокращениями (акронимами или аббревиатурами), обычно происходящими от первых букв английских или латинских наименований препаратов, используемых в составе комбинации. Однако из этого правила есть множество исключений. Так, иногда в составе того или иного сокращения оказывается не первая буква из наименования того или иного препарата, а сразу несколько букв. Например, в случае цитарабина это часто бывают сразу две буквы AC, происходящие от одного из сокращённых названий цитарабина — Ara-C (Arabinosyl-Cytosine, цитозина арабинозид). Также нет единого соглашения о том, какие химиопрепараты обозначаются какими буквами. Иногда в составе аббревиатур режимов химиотерапии используется торговая марка химиопрепарата или один из его синонимов — например, буква O может обозначать Oncovin, одно из торговых наименований винкристина, а буква A может обозначать Adriamycin, одно из торговых наименований доксорубицина. Иногда же в составе акронима используется первая буква или несколько первых букв общепринятого МНН (международного непатентованного наименования) препарата или его химического названия. При этом одна и та же буква в составе разных акронимов может обозначать совершенно разные препараты, начинающиеся на одну и ту же букву. И наоборот — один и тот же препарат может в разных комбинациях обозначаться разными буквами — в одном случае по МНН, а в другом по торговой марке. Например, винкристин может в составе одной комбинации обозначаться буквой V от Vincristine, а в составе другой комбинации — буквой O от Oncovin. Эта путаница сложилась исторически. А в некоторых случаях одна и та же аббревиатура без уточнения обозначает несколько (два и более) режима химиотерапии, различающихся по межкурсовому интервалу или по дозировкам в курсе. Например, аббревиатура BEACOPP без уточнения может обозначать как режим BEACOPP-14 (повторяемый каждые 14 дней), так и режим BEACOPP-std, иначе называемый BEACOPP-21 (повторяемый каждый 21 день), и режим BEACOPP-esc (тот же BEACOPP через 21 день, но в повышенных, эскалированных относительно стандартного режима дозах).
На данной странице лишь перечисляются часто используемые, общепринятые конвенции наименований режимов химиотерапии. Их на самом деле намного больше.

## Список аббревиатур (акронимов) режимов химиотерапии
| Акроним названия режима химиотерапии                | Компоненты и побуквенная расшифровка акронима | Примеры использования и примечания                                                                                             |
| --------------------------------------------------- | --- | --- |
| 7+3 или 3+7                                         | 7 дней непрерывной внутривенной инфузии Цитарабина плюс 3 дня болюсного внутривенного введения антрациклинового антибиотика, такого, как даунорубицин, доксорубицин или идарубицин или митоксантрон | Индукция ремиссии при остром миелоидном лейкозе                                                                                |
| ABVD                                                | Доксорубицин — (А)driamycin, Блеомицин — (B)leomycin, Винбластин — (V)inblastine, Дакарбазин — (D)acarbazine | Лимфогранулематоз |
| AC                                                  | Доксорубицин — (A)driamycin, Циклофосфамид — (C)yclophosphamide | Рак молочной железы |
| ADE или DAE                                         | Цитарабин — (A)ra-C, Даунорубицин — (D)aunorubicin, Этопозид — (E)toposide | Острый миелоидный лейкоз |
| BACOD                                               | Блеомицин — (B)leomycin, Доксорубицин — (A)driamycin, Циклофосфамид — (C)yclophosphamide, Винкристин — (O)ncovin, Дексаметазон — (D)examethasone | Неходжкинские лимфомы |
| BEACOPP                                             | Блеомицин — (B)leomycin, Этопозид — (E)toposide, Доксорубицин — (A)driamycin, Циклофосфамид — (C)yclophosphamide, Винкристин — (O)ncovin, Прокарбазин — (P)rocarbazine, Преднизолон — (P)rednisolone | Лимфогранулематоз |
| BEP                                                 | Блеомицин — (B)leomycin, Этопозид — (E)toposide, Цисплатин — (P)latinol | Рак яичек, герминома |
| CA                                                  | Циклофосфамид — (C)yclophosphamide, Доксорубицин — (A)driamycin | Рак молочной железы |
| CAF                                                 | Циклофосфамид — (C)yclophosphamide, Доксорубицин — (A)driamycin, Фторурацил — (F)luorouracil | Рак молочной железы |
| CAPOX или XELOX                                     | Капецитабин — (CAP)ecitabine или (XEL)oda, Оксалиплатин — (OX)aliplatin | Колоректальный рак |
| CAV                                                 | Циклофосфамид — (C)yclophosphamide, Доксорубицин — (A)driamycin, Винкристин — (V)incristine | Рак лёгкого |
| CBV                                                 | Циклофосфамид — (C)yclophosphamide, Кармустин — (B)CNU, Этопозид — (V)P-16 (кодовое название) | Лимфома |
| CEPP                                                | Циклофосфамид — (C)yclophosphamide, Этопозид — (E)toposide, Прокарбазин — (P)rocarbazine, Преднизолон — (P)rednisolone | Неходжкинские лимфомы |
| CEPP(B) или CEPP-B                                  | Циклофосфамид — (C)yclophosphamide, Этопозид — (E)toposide, Прокарбазин — (P)rocarbazine, Преднизолон — (P)rednisolone, Блеомицин — (B)leomycin | Неходжкинские лимфомы |
| CHOEP                                               | Циклофосфамид — (C)yclophosphamide, Доксорубицин — (H)ydroxydaunorubicin, Винкристин — (O)ncovin, Этопозид — (E)toposide, Преднизолон — (P)rednisolone | Неходжкинские лимфомы |
| ChlVPP/EVA                                          | Хлорамбуцил — (Chl)orambucil, Винкристин — (V)incristine, Прокарбазин — (P)rocarbazine, Преднизолон — (P)rednisolone / Этопозид — (E)toposide, Винбластин — (V)inblastin, Доксорубицин — (A)driamycin | Лимфогранулематоз |
| CHOP                                                | Циклофосфамид — (C)yclophosphamide, Доксорубицин — (H)ydroxydaunorubicin, Винкристин — (O)ncovin, Преднизолон — (P)rednisolone | Неходжкинские лимфомы |
| CHOP-R, он же R-CHOP                                | Ритуксимаб — (R)ituximab, Циклофосфамид — (C)yclophosphamide, Доксорубицин — (H)ydroxydaunorubicin, Винкристин — (O)ncovin, Преднизолон — (P)rednisolone | В-клеточные неходжкинские лимфомы                                                                                              |
| ClaPD                                               | Кларитромицин — (Cla)rithromycin, Помалидомид — (P)omalidomide, Дексаметазон — (D)examethasone | |
| CMF                                                 | Циклофосфамид — (C)yclophosphamide, Метотрексат — (M)ethotrexate, Фторурацил — (F)luorouracil | Рак молочной железы |
| CMV                                                 | Цисплатин — (C)isplatin, Метотрексат — (M)ethotrexate, Винбластин — (V)inblastine | |
| COP или CVP                                         | Циклофосфамид — (C)yclophosphamide, Винкристин — (O)ncovin или (V)incristine, Преднизолон — (P)rednisolone | То же, что и CHOP, неходжкинские лимфомы у пациентов с сердечно-сосудистыми заболеваниями и противопоказаниями к доксорубицину |
| COPP                                                | Циклофосфамид — (C)yclophosphamide, Винкристин — (O)ncovin, Прокарбазин — (P)rocarbazine, Преднизолон — (P)rednisolone | Лимфогранулематоз |
| CTD                                                 | Циклофосфамид — (C)yclophosphamide, Талидомид — (T)halidomide, Дексаметазон — (D)examethasone | Амилоидоз |
| CVAD и Hyper-CVAD                                   | Циклофосфамид — (C)yclophosphamide, Винкристин — (V)incristine, Доксорубицин — (A)driamycin, Дексаметазон — (D)examethasone | Агрессивные неходжкинские лимфомы, лимфобластные лимфомы, некоторые формы лейкоза                                              |
| CVAMP                                               | Циклофосфамид — Cyclophosphamide, Винкристин — (V)incristine, Доксорубицин — (A)driamycin либо Цитарабин — (A)ra-C, Метотрексат — (M)ethotrexate, Преднизолон — (P)rednisolone | Лимфогранулематоз, Лейкоз, Множественная миелома                                                                               |
| CYBORD                                              | Циклофосфамид — (CY)clophosphamide, Бортезомиб — (BOR)tesomib, Дексаметазон — (D)examethasone | |
| DAT                                                 | Даунорубицин — (D)aunorubicin, Цитарабин — (A)ra-C, Тиогуанин — (T)hioguanine | Острый миелоидный лейкоз |
| DCEP                                                | Дексаметазон — (D)examethasone, Циклофосфамид — (C)yclophosphamide, Этопозид — (E)toposide, Цисплатин — (P)latinol | |
| DHAP                                                | Дексаметазон — (D)examethasone, высокодозный Цитарабин — High-dose Ara-C, Цисплатин — (P)latinol | рецидив неходжкинской лимфомы или лимфогранулематоза                                                                           |
| DHAP-R или R-DHAP                                   | Дексаметазон — (D)examethasone, высокодозный Цитарабин — High-dose Ara-C, Цисплатин — (P)latinol, Ритуксимаб — (R)ituximab | рецидив неходжкинской лимфомы или лимфогранулематоза                                                                           |
| DICE                                                | Дексаметазон — (D)examethasone, Ифосфамид — (I)fosfamide, Цисплатин — (C)isplatin, Этопозид — (E)toposide | рецидивы агрессивных лимфом, прогрессирующая нейробластома                                                                     |
| DT-PACE                                             | Дексаметазон — (D)examethasone, Талидомид — (T)halidomide, Цисплатин — (P)latinol, Доксорубицин — (A)driamycin, Циклофосфамид — (C)yclophosphamide, Этопозид — (E)toposide | Множественная миелома |
| EC                                                  | Эпирубицин — (E)pirubicin, Циклофосфамид — (C)yclophosphamide | Рак молочной железы |
| ECF                                                 | Эпирубицин — (E)pirubicin, Цисплатин — (C)isplatin, Фторурацил — (F)luorouracil | Рак желудка, рак пищевода |
| EOX                                                 | Эпирубицин — (E)pirubicin, Оксалиплатин — (O)xaliplatin, Капецитабин — (X)eloda | |
| EP                                                  | Этопозид — (E)toposide, Цисплатин — (P)latinol | Рак яичек, герминома |
| EPOCH                                               | Этопозид — (E)toposide, Преднизолон — (P)rednisolone, Винкристин — (O)ncovin, Циклофосфамид — (C)yclophosphamide, Доксорубицин — (H)ydroxydaunorubicin | Лимфомы |
| EPOCH-R или R-EPOCH                                 | Этопозид — (E)toposide, Преднизолон — (P)rednisolone, Винкристин — (O)ncovin, Циклофосфамид — (C)yclophosphamide, Доксорубицин — (H)ydroxydaunorubicin, Ритуксимаб — (R)ituximab | Лимфомы |
| ESHAP                                               | Этопозид — (E)toposide, Метилпреднизолон — (S)olu-Medrol, высокодозный Цитарабин — (H)igh-dose (A)ra-C, Цисплатин — (P)latinol | Лимфомы |
| ESHAP-R или R-ESHAP                                 | Этопозид — (E)toposide, Метилпреднизолон — (S)olu-Medrol, высокодозный Цитарабин — (H)igh-dose (A)ra-C, Цисплатин — (P)latinol, Ритуксимаб — (R)ituximab | Лимфомы |
| FAM                                                 | Фторурацил — (F)luorouracil, Доксорубицин — (A)driamycin, Митомицин — (M)itomycin | |
| FCM                                                 | Флударабин — (F)ludarabine, Циклофосфамид — (C)yclophosphamide, Митоксантрон — (M)itoxantrone | В-клеточные неходжкинские лимфомы, а также рассеянный склероз                                                                  |
| FM                                                  | Флударабин — (F)ludarabine, Митоксантрон — (M)itoxantrone | В-клеточные неходжкинские лимфомы, а также рассеянный склероз                                                                  |
| FM-R или R-FM или RFM или FMR                       | Флударабин — (F)ludarabine, Митоксантрон — (M)itoxantrone, Ритуксимаб — (R)ituximab | В-клеточные неходжкинские лимфомы, а также рассеянный склероз                                                                  |
| FEC                                                 | Фторурацил — (F)luorouracil, Эпирубицин — (E)pirubicin, Циклофосфамид — (C)yclophosphamide | Рак молочной железы |
| FL (он же «протокол клиники Мэйо», «протокол Мэйо») | Фторурацил — (F)luorouracil, кальция фолинат — (L)eucovorin, либо Фторурацил — (F)luorouracil плюс левамизол — (L)evamisole | Колоректальный рак |
| FLAG                                                | Флударабин — (FL)udarabine, Цитарабин — (A)ra-C, филграстим — (G)-CSF | Миелодиспластический синдром, острый миелоидный лейкоз                                                                         |
| FLAG-IDA или FLAG-Ida или Ida-FLAG или IDA-FLAG     | Флударабин — (FL)udarabine, Цитарабин — (A)ra-C, Идарубицин — (Ida)rubicin, филграстим — (G)-CSF | Миелодиспластический синдром, острый миелоидный лейкоз                                                                         |
| Mito-FLAG или MITO-FLAG или FLAG-Mito или FLAG-MITO | Флударабин — (FL)udarabine, Цитарабин — (A)ra-C, Митоксантрон — (Mito)xantrone, филграстим — (G)-CSF | Миелодиспластический синдром, острый миелоидный лейкоз                                                                         |
| FLAMSA                                              | Флударабин — (FL)udarabine, Цитарабин — (A)ra-C, Амсакрин — (AMSA)crine | Миелодиспластический синдром, острый миелоидный лейкоз                                                                         |
| FLAMSA-BU                                           | Флударабин — (FL)udarabine, Цитарабин — (A)ra-C, Амсакрин — A(MSA)crine, Бусульфан — (BU)sulfan | Миелодиспластический синдром, Острый миелоидный лейкоз                                                                         |
| FLAMSA-MEL                                          | Флударабин — (FL)udarabine, Цитарабин — (A)ra-C, Амсакрин — A(MSA)crine, Мелфалан — (MEL)phalan | Миелодиспластический синдром, Острая миелоидная лейкемия                                                                       |
| FOLFIRI                                             | кальция фолинат — calcium (FOL)inate, Фторурацил — (F)luorouracil, Иринотекан — (IRI)notecan | Колоректальный рак |
| FOLFIRINOX                                          | кальция фолинат — calcium (FOL)inate, Фторурацил — (F)luorouracil, Иринотекан — (IRI)notecan, Оксалиплатин — OXaliplatin | Рак поджелудочной железы |
| FOLFOX                                              | кальция фолинат — calcium (FOL)inate, Фторурацил — (F)luorouracil, Оксалиплатин — OXaliplatin | Колоректальный рак |
| HDAC или HD-AraC                                    | Высокодозный цитарабин — (H)igh (D)ose (A)ra-(C) | Лимфома |
| HD-MTX или HD-Mtx                                   | Высокодозный метотрексат — (H)igh (D)ose (M)e(T)hotre(X)ate | Лимфома |
| HD-CYC или HD-Cyc                                   | Высокодозный циклофосфамид — (H)igh (D)ose (CYC)lophosphamide | Лимфома |
| HD-ETO или HD-Eto                                   | Высокодозный этопозид — (H)igh (D)ose (ETO)poside | Лимфома |
| GC                                                  | Гемцитабин — (G)emcitabine, Цисплатин — (C)isplatin | Рак мочевого пузыря |
| GVD                                                 | Гемцитабин — (G)emcitabine, Винорелбин — (V)inorelbine, липосомальный пегилированный Доксорубицин — (D)oxil | рецидив или рефрактерный к терапии I линии Лимфогранулематоз                                                                   |
| GemOx или GEMOX                                     | Гемцитабин — (Gem)citabine, Оксалиплатин — (Ox)aliplatin | рецидив или рефрактерные к терапии I линии неходжкинские лимфомы и лимфогранулематоз                                           |
| GemOx-R или GEMOX-R                                 | Гемцитабин — (Gem)citabine, Оксалиплатин — (Ox)aliplatin, Ритуксимаб — (R)ituximab | рецидив или рефрактерные к терапии I линии неходжкинские лимфомы и лимфогранулематоз                                           |
| ICE                                                 | Ифосфамид — (I)fosfamide, Карбоплатин — (C)arboplatin, Этопозид — (E)toposide | Агрессивные лимфомы, прогрессирующая нейробластома                                                                             |
| ICE-R или R-ICE, RICE                               | Ритуксимаб — (R)ituximab, Ифосфамид — (I)fosfamide, Карбоплатин — (C)arboplatin, Этопозид — (E)toposide | B-клеточные агрессивные лимфомы, в рецидиве или прогрессировании после I линии терапии                                         |
| IFL                                                 | Иринотекан — (I)rinotecan, Фторурацил — (F)luorouracil, кальция фолинат — (L)eucovorin | Колоректальный рак |
| IMEP                                                | Ифосфамид — (I)fosfamide, Метотрексат — (M)ethotrexate, Этопозид — (E)toposide, Преднизолон — (P)rednisolone | Назальная NK-/T-клеточная лимфома                                                                                              |
| m-BACOD                                             | Метотрексат — (m)ethotrexate, Блеомицин — (B)leomycin, Доксорубицин — (A)driamycin, Циклофосфамид — (C)yclophosphamide, Винкристин — (O)ncovin, Дексаметазон — (D)examethasone | Неходжкинские лимфомы |
| MACOP-B                                             | Высокодозный Метотрексат — (M)ethotrexate с кальция фолинатом, Доксорубицин — (A)driamycin, Циклофосфамид — (C)yclophosphamide, Винкристин — (O)ncovin, Преднизолон — (P)rednisolone, Блеомицин — (B)leomycin | Неходжкинские лимфомы |
| MINE                                                | Месна — (M)esna, Ифосфамид — (I)fosfamide, Митоксантрон — (N)ovantrone, Этопозид — (E)toposide | |
| MMM                                                 | Митомицин — (M)itomycin, Метотрексат — (M)ethotrexate, Митоксантрон — (M)itoxantrone | |
| MOPP                                                | Мехлоретамин — (M)echlorethamine, Винкристин — (O)ncovin, Прокарбазин — (P)rocarbazine, Преднизолон — (P)rednisolone | Лимфогранулематоз |
| MVAC                                                | Метотрексат — (M)ethotrexate, Винбластин — (V)inblastine, Доксорубицин — (A)driamycin, Цисплатин — (C)isplatin | продвинутые стадии рака мочевого пузыря                                                                                        |
| MVP                                                 | Митомицин — (M)itomycin, Виндесин — (V)indesin, Цисплатин — (P)latinol | |
| NP                                                  | Винорелбин — (N)avelbin, Цисплатин — (P)latinol | |
| PACE                                                | Цисплатин — (P)latinol, Доксорубицин — (A)driamycin, Циклофосфамид — (C)yclophosphamide, Этопозид — (E)toposide | |
| PCV                                                 | Прокарбазин — (P)rocarbazine, Ломустин — (C)CNU, Винкристин — (V)incristine | Опухоли мозга |
| PEB                                                 | Цисплатин — (P)latinol, Этопозид — (E)toposide, Блеомицин — (B)leomycin | |
| PEI                                                 | Цисплатин — (P)latinol, Этопозид — (E)toposide, Ифосфамид — (I)fosfamide | |
| POMP                                                | Меркаптопурин — (P)urinethol, Винкристин — (O)ncovin, Метотрексат — (M)ethotrexate, Преднизолон — (P)rednisolone | Острый лейкоз у взрослых |
| ProMACE-MOPP                                        | Прокарбазин — (Pro)carbazine, Метотрексат — (M)ethotrexate, Доксорубицин — (A)driamycin, Циклофосфамид — (C)yclophosphamide, Этопозид — (E)toposide, чередующийся с MOPP (Мехлоретамин — (M)echlorethamine, Винкристин — (O)ncovin, Прокарбазин — (P)rocarbazine, Преднизолон — (P)rednisolone)                               | Неходжкинские лимфомы |
| ProMACE-CytaBOM                                     | Прокарбазин — (Pro)carbazine, Метотрексат — (M)ethotrexate, Доксорубицин — (A)driamycin, Циклофосфамид — (C)yclophosphamide, Этопозид — (E)toposide, чередующийся с применением Цитарабина — (Cyta)rabine, Блеомицина — (B)leomycin, Винкристина — (O)ncovin, высокодозного Метотрексата — (M)ethotrexate c кальция фолинатом | Неходжкинские лимфомы |
| RdC                                                 | Леналидомид — (R)evlimid, Дексаметазон — (d)examethasone, Циклофосфамид — (C)yclophosphamide | |
| R-DHAP или DHAP-R                                   | Ритуксимаб плюс DHAP, то есть Дексаметазон — (D)examethasone, высокодозный Цитарабин — High-dose Ara-C, Цисплатин — (P)latinol | В-клеточные неходжкинские лимфомы                                                                                              |
| R-ESHAP или ESHAP-R                                 | Ритуксимаб плюс ESHAP | В-клеточные неходжкинские лимфомы                                                                                              |
| R-EPOCH или EPOCH-R                                 | Ритуксимаб плюс EPOCH | В-клеточные неходжкинские лимфомы                                                                                              |
| R-MINE или MINE-R                                   | Ритуксимаб плюс MINE | В-клеточные неходжкинские лимфомы                                                                                              |
| R-CHOP или CHOP-R                                   | Ритуксимаб плюс CHOP | В-клеточные неходжкинские лимфомы                                                                                              |
| R-FCM                                               | Ритуксимаб плюс FCM, то есть Флударабин — (F)ludarabine, Циклофосфамид — (C)yclophosphamide, Митоксантрон — (M)itoxantrone | B-клеточные неходжкинские лимфомы                                                                                              |
| R-FM, он же RFM, FM-R, FMR                          | Ритуксимаб плюс FM, то есть Флударабин — (F)ludarabine, Митоксантрон — (M)itoxantrone | B-клеточные неходжкинские лимфомы                                                                                              |
| R-ICE или RICE, ICE-R                               | Ритуксимаб плюс ICE, то есть Ифосфамид — (I)fosfamide, Карбоплатин — (C)arboplatin, Этопозид — (E)toposide | B-клеточные неходжкинские лимфомы в рецидиве или прогрессирующие после терапии I линии                                         |
| RVD                                                 | Леналидомид — (R)evlimid, Бортезомиб — (V)elcade, Дексаметазон — (D)examethasone | |
| Stanford V                                          | Доксорубицин, Мехлоретамин, Блеомицин, Винбластин, Винкристин, Этопозид, Преднизолон | Лимфогранулематоз |
| TAC                                                 | Доцетаксел — (T)axotere, Доксорубицин — (A)driamycin, Циклофосфамид — (C)yclophosphamide | Рак молочной железы |
| TCH                                                 | Паклитаксел — (T)axol, Карбоплатин — (C)arboplatin, Трастузумаб — (H)erceptin | Рак молочной железы |
| Thal/Dex                                            | Талидомид — (Thal)idomide, Дексаметазон — (Dex)amethasone | Множественная миелома |
| TIP                                                 | Паклитаксел — (T)axol, Ифосфамид — (I)fosfamide, Цисплатин — (P)latinum-based drug | Рак яичка, герминома |
| VAC                                                 | Винкристин — (V)incristine, Дактиномицин — (A)ctinomycin D, Циклофосфамид — (C)yclophosphamide | Рабдомиосаркома |
| VAD                                                 | Винкристин — (V)incristine, Доксорубицин — (A)driamycin, Дексаметазон — (D)examethasone | Множественная миелома |
| VAPEC-B                                             | Винкристин — (V)incristine, Доксорубицин — (A)driamycin, Преднизолон — (P)rednisolone, Этопозид — (E)toposide, Циклофосфамид — (C)yclophosphamide, Блеомицин — (B)leomycin | Лимфогранулематоз |
| VD-PACE                                             | Бортезомиб — (V)elcade, Дексаметазон — (D)examethasone плюс PACE (Цисплатин — (P)latinum-based drug, Доксорубицин — (A)driamycin, Циклофосфамид — (C)yclophosphamide, Этопозид — (E)toposide) | |
| VIFUP                                               | Винорелбин — (VI)norelbine, Фторурацил — 5-(F)luoro(U)racil, 5-(FU), Цисплатин — (P)latinum-based drug | |
| VIP                                                 | Винбластин — (V)inblastine, Ифосфамид — (I)fosfamide, Цисплатин — (P)latinum-based drug | Рак яичка, герминома |
| VTD-PACE                                            | Бортезомиб — (V)elcade, Талидомид — (T)halidomide, Дексаметазон — (D)examethasone плюс PACE (Цисплатин — (P)latinum-based drug, Доксорубицин — (A)driamycin, Циклофосфамид — (C)yclophosphamide, Этопозид — (E)toposide) | |
| Секвенс                                             | Последовательное применение HD-CYC, HD-MTX, HDAC и HD-ETO, то есть последовательность высокодозных циклофосфамида, метотрексата, цитарабина и этопозида | Неходжкинские лимфомы |